# إقليم القناة

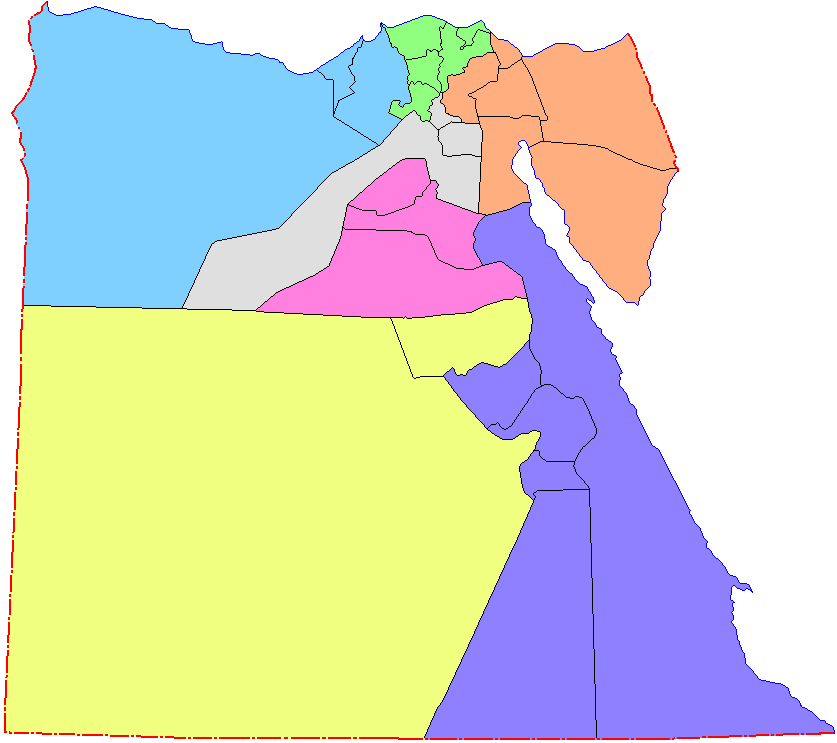
خريطة أقاليم مصر الاقتصادية:
إقليم القناة.

إقليم القناة، المعروف بإقليم قناة السويس، هو أحد أقاليم مصر الاقتصادية السبعة، ويضم ست محافظات: محافظة السويس، ومحافظة الإسماعيلية، ومحافظة بورسعيد، ومحافظة شمال سيناء ومحافظة جنوب سيناء ومحافظة الشرقية.

## تقسيم الإقليم
| المحافظة  | المحافظة           | العاصمة                    | المدن       | السكان (2015)  |
| --------- | ------------------ | -------------------------- | ----------- | -------------- |
|           | محافظة الإسماعيلية | الإسماعيلية                | 7           | 1,178,641      |
|           | محافظة بورسعيد     | بورسعيد                    | مدينتان     | 666,599        |
|           | محافظة السويس      | السويس                     | مدينة واحدة | 622,859        |
|           | محافظة الشرقية     | الزقازيق                   | 19          | 6,485,412      |
|           | محافظة شمال سيناء  | العريش                     | 6           | 434,781        |
|           | محافظة جنوب سيناء  | الطور                      | 9           | 167,426        |
| 6 محافظات | 6 محافظات          | عاصمة الإقليم: الإسماعيلية | 44 مدينة    | 9,555,718 نسمة |

### محافظة السويس

علم محافظة السويس.

محافظة السويس هي إحدى محافظات إقليم قناة السويس، وتقع شرق الدلتا شمال خليج السويس على المدخل الجنوبي لقناة السويس، يحدها شمالاً محافظة الإسماعيلية ومحافظة شمال سيناء، ويحدها جنوباً محافظة البحر الأحمر، ويحدها شرقاً محافظة جنوب سيناء، ويحدها غرباً محافظة القاهرة ومحافظة الجيزة. تبلغ مساحة المحافظة الكلية 9002 كم، ويبلغ عدد سكانها التقديري 452 ألف[ ؟ ] نسمة، وتنقسم المحافظة إدارياً إلي عدة أحياء هي السويس، الأربعين، عتاقة، فيصل، الجناين، بورتوفيق، السلام. تتعدد مجالات الاستثمار بالمحافظة حيث تتوافر بالمحافظة بنية تحتية قوية تتمثل في نفق الشهيد أحمد حمدي وميناء السويس وميناء الأتكة لصيد الأسماك وميناء الأدبية للشحن والتفريغ وميناء السخنة، وتشتمل على عدة صناعات هامة منها بناء سفن الصيد، الإستزراع السمكي، تعليب وحفظ الأسماك، استصلاح الأراضي الزراعية، إقامة القرى والمنتجعات السياحية، إنتاج وتكرير البترول، صناعة المنسوجات، صناعة الزجاج الدوائي، صناعة خزف، صناعة الأسمدة الكيماوية، صناعة وتعبئة الأسمنت، أنشطة شحن وتفريغ البضائع والخدمات البحرية. كما تتوافر بالمحافظة العديد من الموارد الطبيعية مثل الحجر الجيري، الدلوميت، الفحم[ ؟ ]، والبترول.

### محافظة الإسماعيلية

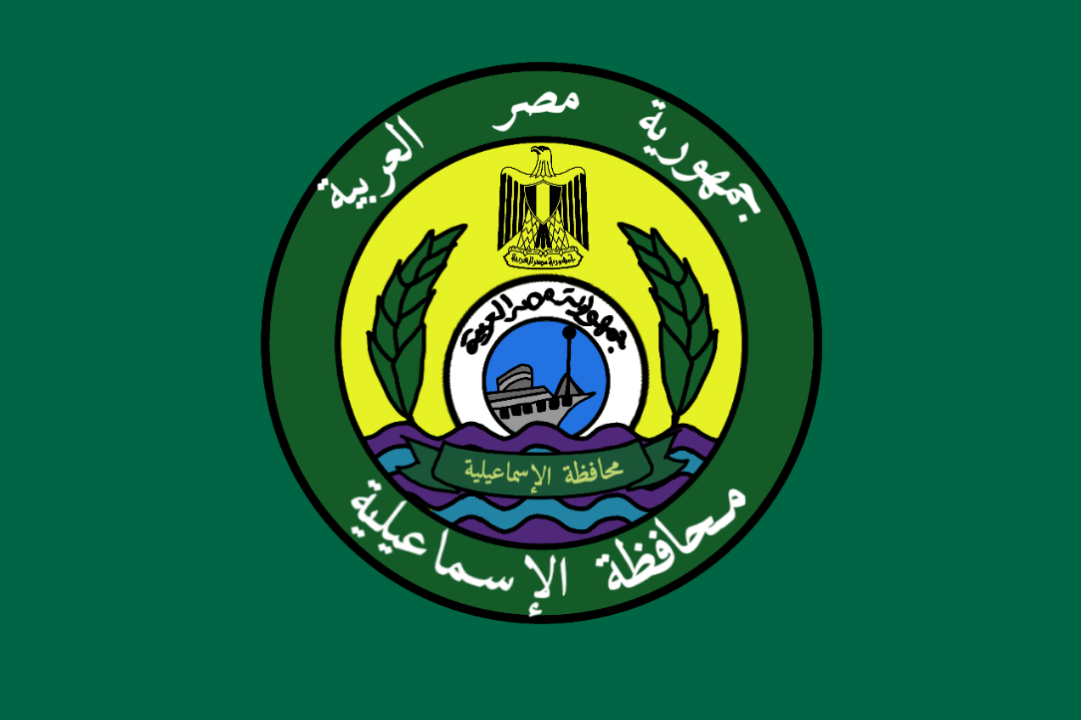
علم محافظة الإسماعيلية.

محافظة الإسماعيلية هي إحدى محافظات إقليم قناة السويس، وتقع على الحد الشرقي لجمهورية مصر العربية على مساحة 5066 كم في منتصف قناة السويس ويبلغ عدد سكانها التقديري 891450 نسمة، وتنقسم إلى قسمين، قسم غربي في أفريقيا، وقسم شرقي في قارة آسيا، يحدها من الشرق سيناء وقناة السويس التي تخترق بحيرة التمساح والبحيرات المرة، ومن الغرب الحدود الشرقية للدلتا على امتداد فرع دمياط، ومن الجنوب الطريق الواصل بين السويس والقاهرة، ومن الشمال بورسعيد وبحيرة المنزلة. تنقسم المحافظة إدارياً إلى 7 مدن هي الإسماعيلية، التل الكبير، فايد، القنطرة شرق، القنطرة غرب، أبو صوير، القصاصين. ويقع بها رئاسة هيئة قناة السويس، ورئاسة جامعة قناة السويس، وقيادة الجيش الثاني الميداني. وتشتهر المحافظة بزراعة محاصيل المانجو والموالح، كما تشتمل على ثلاث مناطق صناعية رئيسية بها عدة مشروعات في مجالات الصناعات المعدنية، الصناعات الغذائية، الملابس، مواد البناء، الإلكترونيات. وتتميز المحافظة بأماكنها السياحية المميزة التي تتمثل في الحدائق الخضراء وبحيرة التمساح والبحيرات المرة ومدينة فايد السياحية.

### محافظة بورسعيد

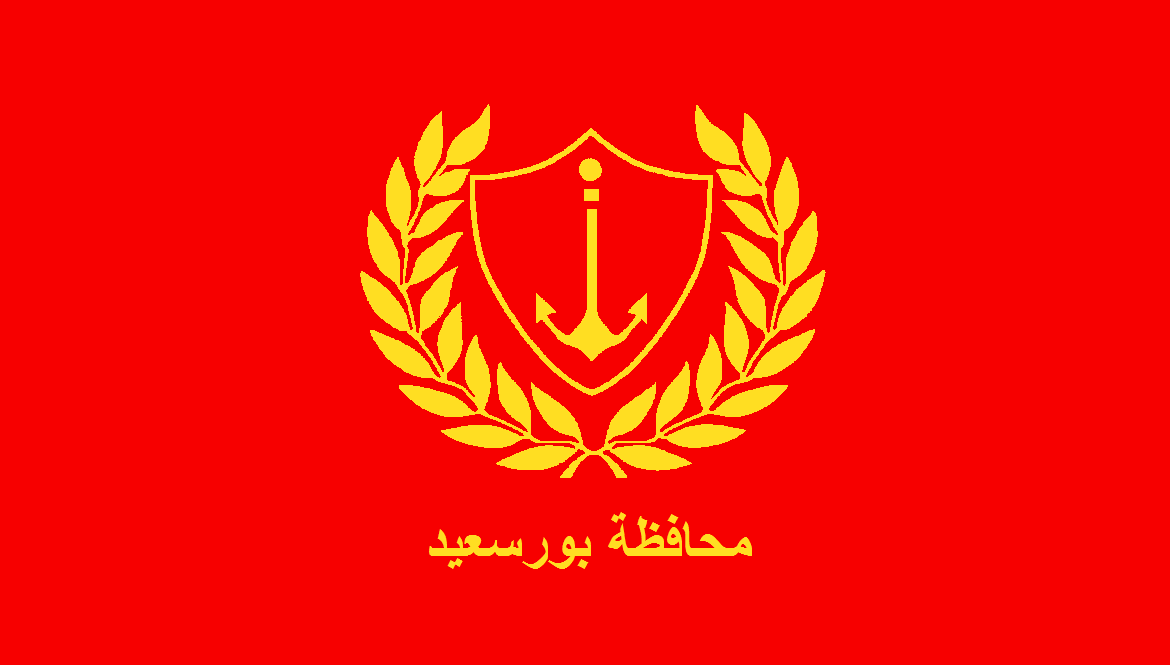
علم محافظة بورسعيد.

محافظة بورسعيد هي إحدى محافظات إقليم قناة السويس، تقع في الطرف الشمالي الشرقي لجمهورية مصر العربية، على رأس قناة السويس، وتنقسم المحافظة إدارياً إلى قسمين، قسم غربي في أفريقيا هو مدينة بورسعيد التي تضم سبعة أحياء هي حي الجنوب، وحي الضواحي، وحي الشرق، وحي العرب، وحي المناخ، وحي الزهور، وحي غرب، وقسم شرقي في قارة آسيا هو مدينة بور فؤاد. يحد المحافظة شمالاً البحر المتوسط، وجنوباً محافظة الإسماعيلية، ومن الغرب محافظة دمياط ومن الشرق محافظة شمال سيناء. تتمثل الأنشطة الاقتصادية للمحافظة في أعمال الموانئ وتجارة الترانزيت وصيد الأسماك، واستكشاف الغاز الطبيعي وإنشاء محطات معالجته، كما تتميز بالبنية التحتية عالية المستوى ذات الموقع المتميز التي تتضمن ميناء شرق بورسعيد وميناء غرب بورسعيد الذي يعد بوابة العبور بين الشرق والغرب.

### الطرق البرية حول إقليم القناة
يشتمل إقليم القناة شبكة طرق ممتدة ومتشابكة تساهم بشكل واسع في تنمية الإقليم بالكامل وتربط بين جميع مدنه، وتتمثل طرق الشبكة الرئيسية في: طريق القاهرة/الإسماعيلية الصحراوي، طريق القاهرة/السويس الصحراوي، طريق القاهرة/بورسعيد (محور الشرق الإقليمي)، طريق الإسماعيلية/بورسعيد، طريق شادر عزام (طريق موازي لترعة السلام)، طريق 36 الحربي، طريق الصالحية، طريق القاهرة/الإسماعيلية الزراعي، طريق الفردان/فاقوس، الطريق الدائري الإقليمي، الطريق الدولي الساحلي.